# Dan II di Valacchia
Dan II di Valacchia (... – 1431) è stato voivoda (principe) di Valacchia dal 1420 al 1431. Durante questa parentesi decennale, perse quattro volte il potere a causa del cugino Radu II Chelul, spalleggiato dall'Impero ottomano.

## Biografia
Figlio di Dan I di Valacchia e della principessa serba Maria, Dan II era solo un fanciullo quando suo padre morì (1386). Il voivodato di Valacchia passò allo zio di Dan, Mircea il Vecchio, che affiancò poi al trono suo figlio Mihail I di Valacchia. La contesa dinastica scaturita da questa manovra scisse i Basarabidi in due schiatte che per oltre due secoli si contesero il trono valacco: i Dănești, discendenti di Dan, ed i Drăculești, discendenti da Mircea.
Scomparso Mircea nel 1417, nel 1420 Mihail I venne eliminato da un corpo d'invasione dell'Impero ottomano. Dan prese per sé il trono di Valacchia, in lotta con il secondogenito di Mircea, Radu II Chelul, e con i turchi. Costretto alla fuga, Radu negoziò un accordo con il sultano Murad II. Per due volte, nel 1421 e nel 1423, Radu parve capace di riconquistare il trono ma venne sconfitto da Dan, poi celebrato dalla storiografia rumena come un capace stratega. Nel 1424, spalleggiato dai turchi, Radu riuscì a conquistare il trono e lo conservò per due anni.
Nel 1425, Dan II di Valacchia si alleò con il Regno d'Ungheria, retto dall'imperatore Sigismondo di Lussemburgo. Coordinandosi con il protettore del Banato, il condottiero italiano Filippo Buondelmonti degli Scolari (Pippo Spano in Lingua ungherese ), signore di Orșova, presso il quale militava allora il nobile ungherese Giovanni Janos Hunyadi - Ion de Hunedoara nella storiografia della Romania attuale -, Dan mosse un attacco risoluto alle forze turche alleate di Radu II. Spalleggiato da mercenari italiani e dai Bulgari del principe ribelle Fruzhin, erede dello zar Ivan Šišman di Bulgaria, Dan sbaragliò i turchi: la Valacchia tornò nelle sue mani, mentre Fruzhin veniva posto per breve tempo sul trono di Lipova (1426).
Nel 1427 Dan affrontò per l'ultima volta Radu II, riuscendo ad eliminarlo, e riconquistò ai turchi l'importante fortezza di Giurgiu, sul Danubio. Il porto fortificato di Chilia, sul Mar Nero restò però nelle mani di Alexandru cel Bun, voivoda di Moldavia già alleato di Radu Chelul.
Nell'aprile del 1428, il voivoda Dan affiancò con una truppa di arcieri l'imperatore Sigismondo nell'assalto alla Fortezza di Golubac che riaprì il conflitto con i turchi per il controllo della Serbia.
Nel giugno del 1431 i turchi tornarono ad invadere la Valacchia; Dan II tornò ad affrontarli sul campo ma questa volta venne sconfitto ed ucciso dal nemico. Scomparso Dan, il sultano pose sul trono valacco un figlio illegittimo di Mircea il Vecchio, Alexandru I Aldea.

## Discendenza
Dan II di Valacchia lasciò una nutrita figliolanza che contese il controllo del regno alla stirpe dei Drăculești:
- Basarab II di Valacchia;
- Dan III di Valacchia;
- Vladislav II di Valacchia;
- Basarab III Laiotă cel Bătrân;
- Stanicul.